# Ad-Dahí
Ad-Dahí nebo Dachi (hebrejsky דַחִי‎, arabsky الدحي‎, anglicky Ad-Dahi, v oficiálním seznamu sídel Dahi) je arabská vesnice v Izraeli, v Severním distriktu, v oblastní radě Bustán al-mardž.

## Geografie
Leží Dolní Galileji v nadmořské výšce 417 metrů, na vrcholových partiích masivu Giv'at ha-More, který se severně a západně odtud svažuje do Jizre'elského údolí, respektive do jeho podčásti nazývané údolí Bik'at Ksulot.
Vesnice se nachází cca 5 kilometrů severovýchodně od centra Afuly ale jen 1 kilometr od okraje jejího předměstí Giv'at ha-More, cca 80 kilometrů severovýchodně od centra Tel Avivu a cca 40 kilometrů jihovýchodně od Haify. Ad-Dahí obývají izraelští Arabové, přičemž osídlení v tomto regionu je převážně židovské. Oblast s vyšším etnickým podílem Arabů začíná až na severovýchodních svazích Giv'at ha-More.
Ad-Dahí je na dopravní síť napojen pomocí místní komunikace, která vede do předměstských čtvrtí Afuly.

## Dějiny
Ad-Dahí založili arabští Beduíni z klanu Zuabija, kteří dodnes tvoří převážnou část populace. Ti sem dorazili ve středověku, mezi 6. a 12. stoletím z východu. Poté, co překročili řeku Jordán se část klanu usadila zde a postupně zde utvořila trvalou osadu. Vesnice je pojmenována podle muslimského světce jménem Dihjat al-Kalbí, který tu byl pohřben a svatyně s jeho hrobem se nachází nedaleko odtud, na vrcholu Giv'at ha-More. Francouzský cestovatel Victor Guérin popisuje ad-Dahí koncem 19. století jako malou osadu s 15 chatrnými domky.
Po skončení britského mandátu během války za nezávislost v roce 1948 byla tato oblast ovládnuta izraelskou armádou, ale obyvatelé této vesnice nebyli vysídleni. Ad-Dachi si tak zachovala svůj arabský ráz i ve státě Izrael. Původní území pod jurisdikcí vesnice se ale po vzniku státu redukovalo z cca 8000 dunamů (8 kilometrů čtverečních) na 230 dunamů (23 hektarů).
V obci funguje speciální základní škola, která slouží obyvatelům dalších arabských vesnic z Oblastní rady Bustan al-Mardž. Děti z ad-Dachi docházejí do základní školy v obci Na'ura.
Vesnice je obklopena přírodní rezervaci, která pokrývá vrcholové partie Giv'at ha-More a je částečně zalesněna.

## Demografie
Podle údajů z roku 2014 tvořili populaci v ad-Dahí výlučně Arabové. Jde o menší sídlo vesnického typu s dlouhodobě rostoucí populací. K 31. prosinci 2014 zde žilo 629 lidí. Během roku 2014 populace stoupla o 2,1 %.
| Rok            | 1922 | 1931 | 1945 | 1948 | 1949 | 1961 | 1972 | 1983 | 1995 | 2001 | 2003 | 2004 | 2005 | 2006 | 2007 | 2008 | 2009 | 2010 | 2011 | 2012 | 2013 | 2014 |
| -------------- | ---- | ---- | ---- | ---- | ---- | ---- | ---- | ---- | ---- | ---- | ---- | ---- | ---- | ---- | ---- | ---- | ---- | ---- | ---- | ---- | ---- | ---- |
| Počet obyvatel | 84   | 87   | 110  | 108  | 116  | 175  | 211  | 304  | 391  | 461  | 505  | 529  | 538  | 556  | 570  | 578  | 576  | 592  | 590  | 597  | 616  | 629  |